# René Pugnet
Pour les articles homonymes, voir Pugnet.
René Pugnet, né le 13 août 1880 à Brantôme (Dordogne), et mort à Cherbourg (Manche) le 18 novembre 1968, est un officier de marine marchande français. Il est célèbre pour avoir été le premier commandant du paquebot Normandie, lors de son voyage inaugural du 29 mai 1935 au cours duquel a remporté le ruban bleu (trophée de la vitesse de traversée de l’océan Atlantique). 

## Distinctions
- Croix de guerre 1914-1918 avec citation à l’ordre de l’armée (mai 1917)[5].
- Chevalier de la Légion d'honneur